# Moriz Blagatinschegg von Kaiserfeld

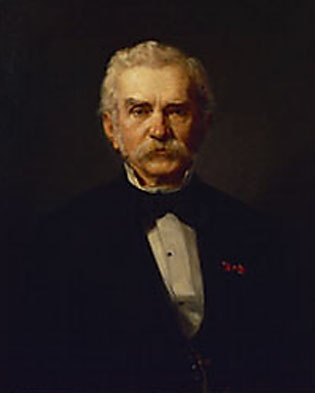
Moriz von Kaiserfeld, Porträt von Christian Griepenkerl, Gemäldegalerie im Wiener Parlamentsgebäude

Moriz (oder Moritz) Thaddäus Blagatinschegg Edler von Kaiserfeld, ab 1874 Ritter von Kaiserfeld, kurz auch Mori(t)z von Kaiserfeld (* 24. Jänner 1811 auf Schloss Mannsberg bei Pettau, Untersteiermark; † 14. Februar 1885 auf Schloss Birkenstein bei Birkfeld, Bezirk Weiz) war ein österreichischer liberaler Politiker der Habsburgermonarchie. Er war unter anderem Abgeordneter zum österreichischen Reichsrat (1861–1870), Präsident des Abgeordnetenhauses (1868–1870), Landeshauptmann der Steiermark (1870–1884) und Mitglied des Herrenhauses (ab 1871).

## Herkunft, Ausbildung und Beruf
Moriz Blagatinschegg war der älteste Sohn des Gutsbesitzers und späteren Katastral-Schätzungskommissärs Franz Ludwig Blagatinschegg (1780–1856) und dessen Ehefrau Carolina Antonia Aichmayer (1788–1856). Im Jahre 1817, als Moriz sechs Jahre alt war, wurde sein Großvater Franz Seraph Anton Blagatinschegg als kaiserlicher Domänenverwalter in den erblichen Adelsstand erhoben und erhielt für sich und seine Nachkommen das Prädikat Edler von Kaiserfeld.
Moriz Blagatinschegg Edler von Kaiserfeld (später auch kurz Moritz von Kaiserfeld) besuchte das Akademische Gymnasium in Graz, absolvierte die philosophischen Jahrgänge und dann von 1828 bis 1832 ein Studium der Rechtswissenschaft an der Universität Graz. Nach der Gerichtspraxis wurde er 1835 Justitiär der Herrschaft Thannhausen (Steiermark). 1837 wurde er Verwalter der Herrschaft Birkenstein, deren Besitzerin er im Folgejahr heiratete. Er war 1847–1850 Direktionsmitglied der steiermärkischen Sparkasse und 1850–1868 sowie 1870–1873 deren Kurator. Ab 1858 gehörte er zum Zentralausschuss der Steiermärkischen Landwirtschaftsgesellschaft, deren Präsident er von 1866 bis 1877 war.

## Politische Karriere und Wirken
Während der Märzrevolution wurde Kaiserfeld 1848 als Vertreter des „nicht-landständischen“ Grundbesitzes in den provisorischen Landtag der Steiermark delegiert. Den Radikalismus des Wiener Oktoberaufstandes 1848 lehnte er ab, stattdessen setzte er sich für vorsichtigere Reformen ein. Als Ersatz für den ausgeschiedenen Grazer Abgeordneten Josef Potpeschnigg gehörte er von Februar bis April 1849 der Frankfurter Nationalversammlung an, wo er keiner Fraktion beitrat. Damals trat er für eine föderale Ordnung und eine Dezentralisierung der Verwaltung auf die Länderebene ein. Zudem forderte er die Grundentlastung. Von 1850 bis 1855 war er Bürgermeister von Birkfeld.

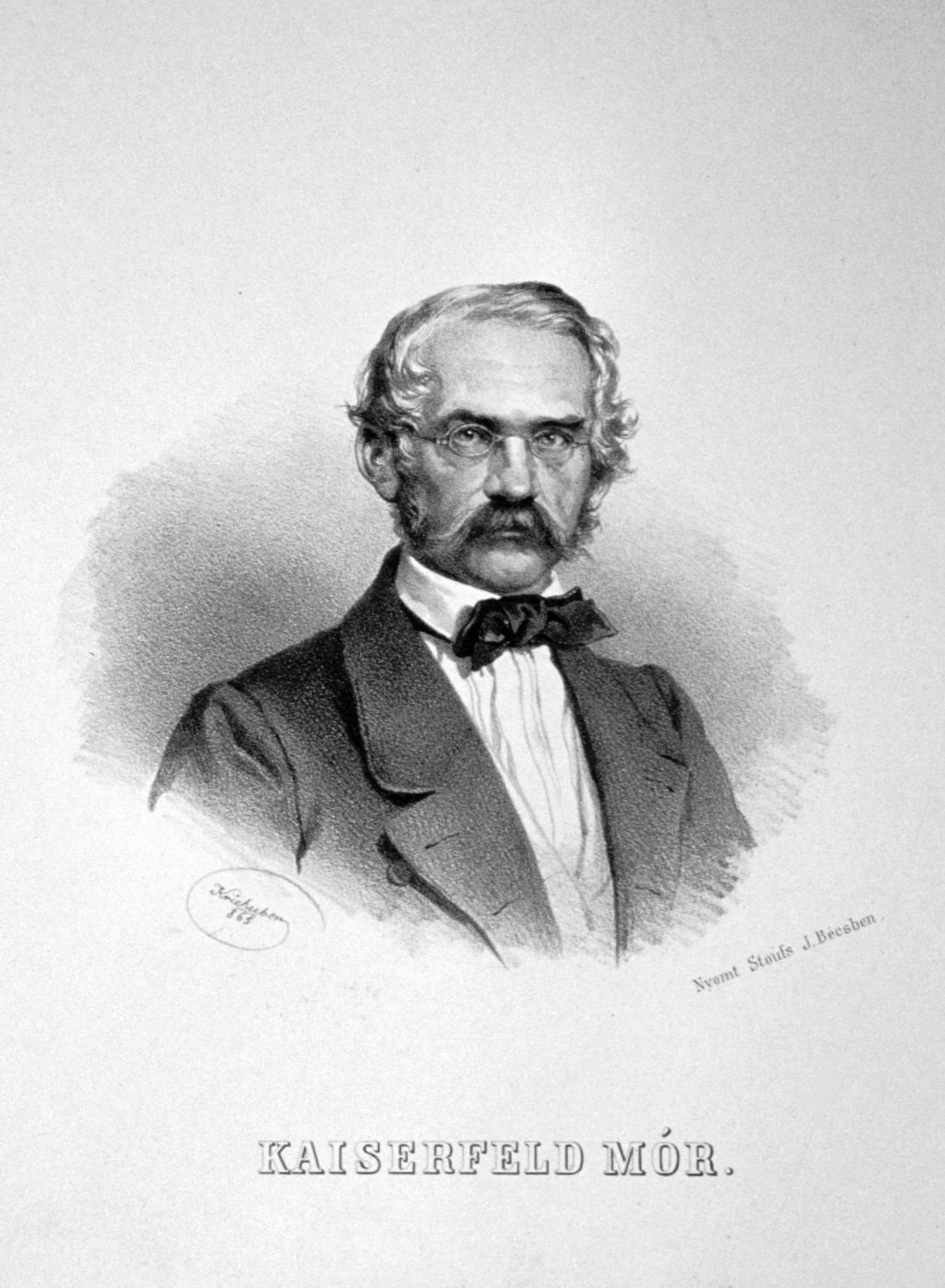
Kaiserfeld Mór (ungarische Form von Moritz), Lithographie von Joseph Kriehuber, 1865

Kaiserfeld gehörte Ende 1860 zu den Gründern der deutschliberalen Verfassungspartei. Nach dem Übergang Österreichs zum Konstitutionalismus durch das Februarpatent 1861 war er bis 1884 Mitglied des steiermärkischen Landtages, von 1861 bis 1870 auch des Landesausschusses sowie Landeshauptmann-Stellvertreter. In dieser Zeit setzte er sich erfolgreich für die Gründung einer medizinischen Fakultät in Graz (1863) und die Umwandlung der technischen Lehranstalt in Graz in eine Technische Hochschule (1864) ein. Als Vertreter der steiermärkischen Landgemeinden um Graz, Fürstenfeld, Leibnitz, Deutschlandsberg u. a. wurde er 1861 ins Abgeordnetenhauses des österreichischen Reichsrates gewählt, wo er zunächst im Parlamentsklub der Deutschen Autonomisten saß.
Er verfasste Ende 1866 – nach der österreichischen Niederlage im Deutschen Krieg – das Ausseer Programm der Autonomisten, die bei einem Österreichisch-Ungarischen Ausgleich (wie er 1867 zustande kam) analog zu den separaten Organen des Königreichs Ungarn auch eigene Institutionen für die österreichische Reichshälfte (Cisleithanien) forderten, in der die deutsche Volksgruppe dominieren sollte. Diese Forderung wurde im Wesentlichen mit der Schaffung der Doppelmonarchie Österreich-Ungarn umgesetzt. In dem Programm bereitete er auch Gedanken des späteren Deutschnationalismus in Österreich den Weg. Im Frühjahr 1867 schlossen sich die Autonomisten mit den „Unionisten“ um Eduard Herbst zum Herbst-Kaiserfeld’schen Klub zusammen, dem Kaiserfeld als Obmann vorstand. Nach dessen Spaltung im Oktober desselben Jahres saß er im Klub der Linken. Ab 1867 gehörte er zudem der Bezirksvertretung Birkfeld an. Von Februar 1868 bis Mai 1870 war Kaiserfeld Präsident des Abgeordnetenhauses. Er war der erste Parlamentspräsident, der gemäß der Dezemberverfassung von 1867 nicht mehr vom Kaiser ernannt, sondern von den Abgeordneten selbst aus ihrer Mitte gewählt wurde.
Aufgrund seiner Nominierung durch den Statthalter (Landeschef) Guido Freiherr von Kübeck ernannte Kaiser Franz Joseph Kaiserfeld 1870 zum Landeshauptmann von Steiermark. Als der konservative Ministerpräsident Karl Sigmund von Hohenwart bereits im Folgejahr eine Ablösung des ihm zu liberal erscheinenden Landeshauptmanns wünschte, stellte der Statthalter Kübeck fest, dass es angesichts der liberalen Mehrheit im Landtag keine erfolgversprechende Alternative zu Kaiserfeld gab und dieser wurde im Amt bestätigt, in dem er bis 1884 blieb. Im Dezember 1871 wurde er vom Monarchen außerdem auf Lebenszeit zum Mitglied des Herrenhauses ernannt und 1874 in den Ritterstand erhoben.
Die Stadt Graz verlieh Moriz von Kaiserfeld 1864 die Ehrenbürgerschaft.

## Familie
Er heiratete am 16. April 1838 Marie Klementine von Raglovich verwitweten Gräfin von Manneville, Tochter des Generals Clemens von Raglovich. Das Paar hatte einen Sohn:
- Moritz (* 1839; † 9. Januar 1909) ⚭ Antonie von Franck (1847–1933)

## Ehrung
In der Rampendurchfahrt des Wiener Parlamentsgebäudes erinnert eine Büste an Moriz von Kaiserfeld.